# البطل (فلم 2004)
'البطل (بالبرتغالية: O Herói) هو فيلم أنغولي - برتغالي - فرنسي صدر عام 2004 من إخراج زيزيه جامبوا. صُوِّر الفيلمُ قي عددٍ من المواقع في أنغولا وفاز بالجائزة الكبرى للمسابقة الدرامية العالمية في مهرجان صندانس السينمائي عام 2005.

## القصّة
يتتبع فيلمُ البطل الحياة المتقاطعة لأربعة أفرادٍ يعيشون في مدينةِ لواندا في أعقاب الحرب الأهلية الأنغولية: فيتوريو وهو مُحاربٌ قديمٌ أُصيب بالشلل بسبب لغم أرضي ويُحاول البحث عن وظيفة، ثمّ هناك مانو الصبيّ الذي يبلغُ من العمر عشر سنوات والذي يبحث عن والده بعد أربع سنوات من اختفائه، وهناك جوانا المعلمة في الصفِّ الثاني التي تقوم بتوجيه مانو وأخيرًا جوديت/ماريا باربرا العاهرة التي تبدأ علاقة رومانسية مع حبيبها فيتوريو.